# Hora dorada

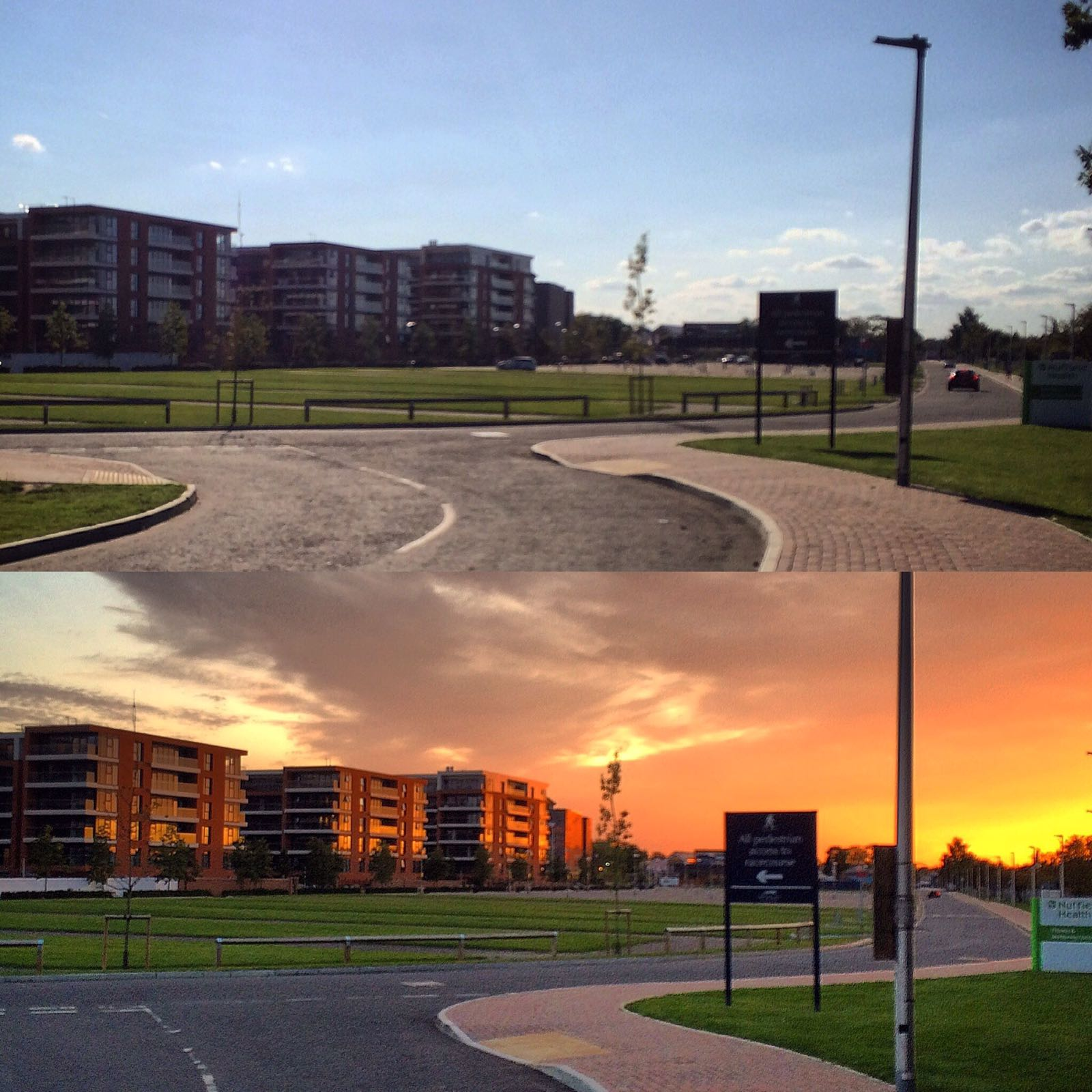
Comparativa entre mediodía y atardecer: la luz es menos fuerte y más saturada

En iluminación fotográfica, la hora mágica u hora dorada se refiere al amanecer y al atardecer, ambos momentos del día en que la luz solar no es demasiado fuerte y cenital (mediodía) ni tampoco nula (noche), por lo que se considera ideal para capturar imágenes, tanto paisajes como retratos al aire libre.

## Efecto físico
En aspectos técnicos la iluminación es más suave y difusa que en otros momentos del día. Las sombras son muy suaves siendo estas casi inexistentes, ya que el sol se encuentra por debajo del horizonte. A causa de esta ubicación del sol, la luz realiza una reflexión en la atmósfera, creando una iluminación indirecta.

## Aplicación del término en el ámbito audiovisual
Dentro del mundo de la fotografía es también conocida como la hora azul y la hora dorada. Aunque el término hora mágica es más utilizado en el mundo del cine. La filmación de escenas en esta hora especifica es considerada una técnica, que se ha utilizado en diversas películas.

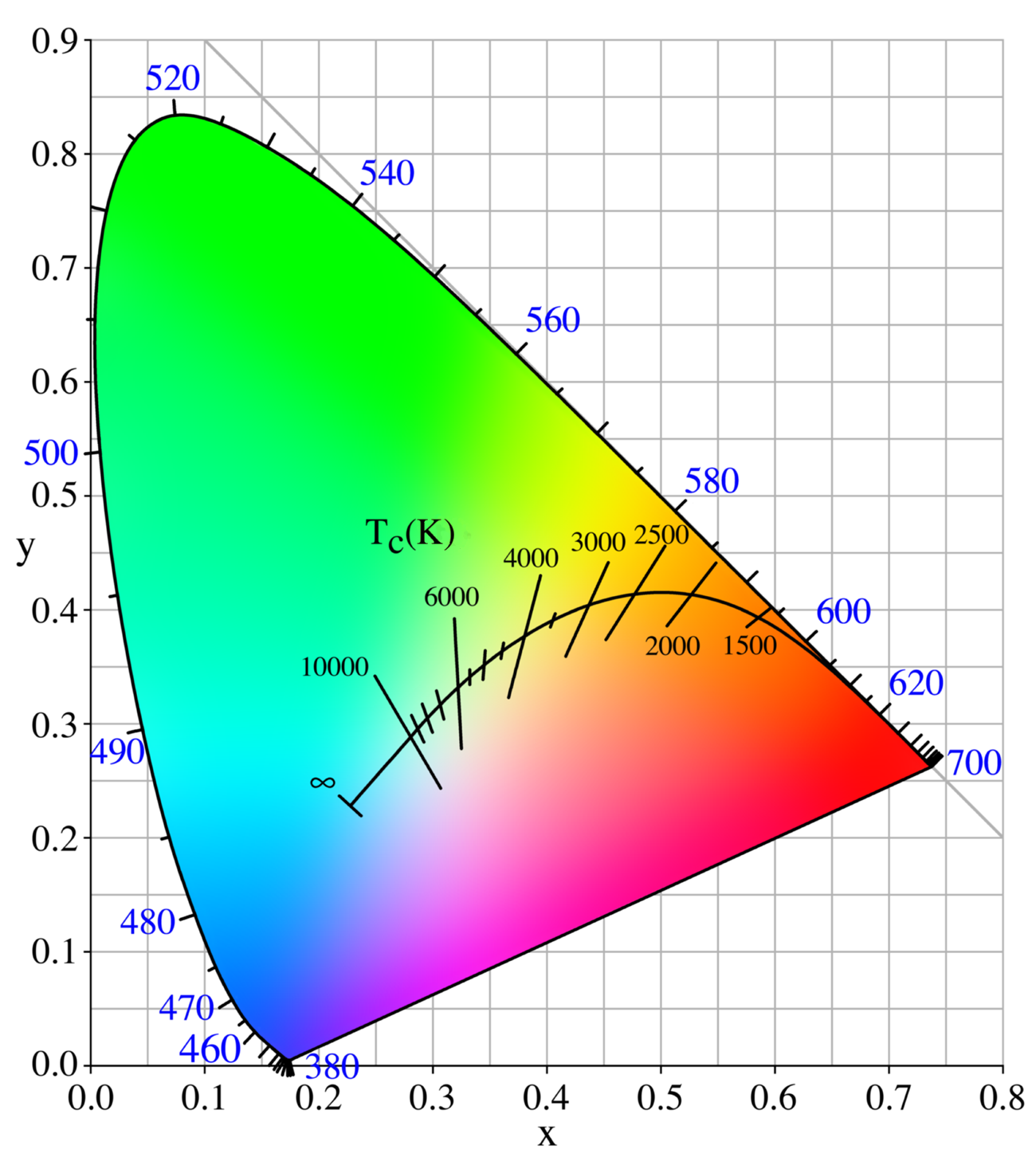
Temperatura de color

Filmar en esta hora requiere paciencia, ya que se debe de rodar con rapidez y manejar la cámara con mucha intuición y seguridad, buscando capturar hasta el último instante de luz.
El director Terrence Malick la utilizó en diversas películas como:
- Days of Heaven, galardonada con un Óscar a la mejor fotografía en 1978.
- El nuevo mundo, 2005.
- En The Tree of Life (2011) todas las escenas fueron grabadas en esta hora.

El director de cine Stanley Kubrick también hizo un amplio uso de esta técnica en Full Metal Jacket (1987).

## Temperatura de color
En esta hora mágica la temperatura de color aumenta considerablemente, creando tonalidades azules y rosáceas.

## Capturas visuales de laHora mágica

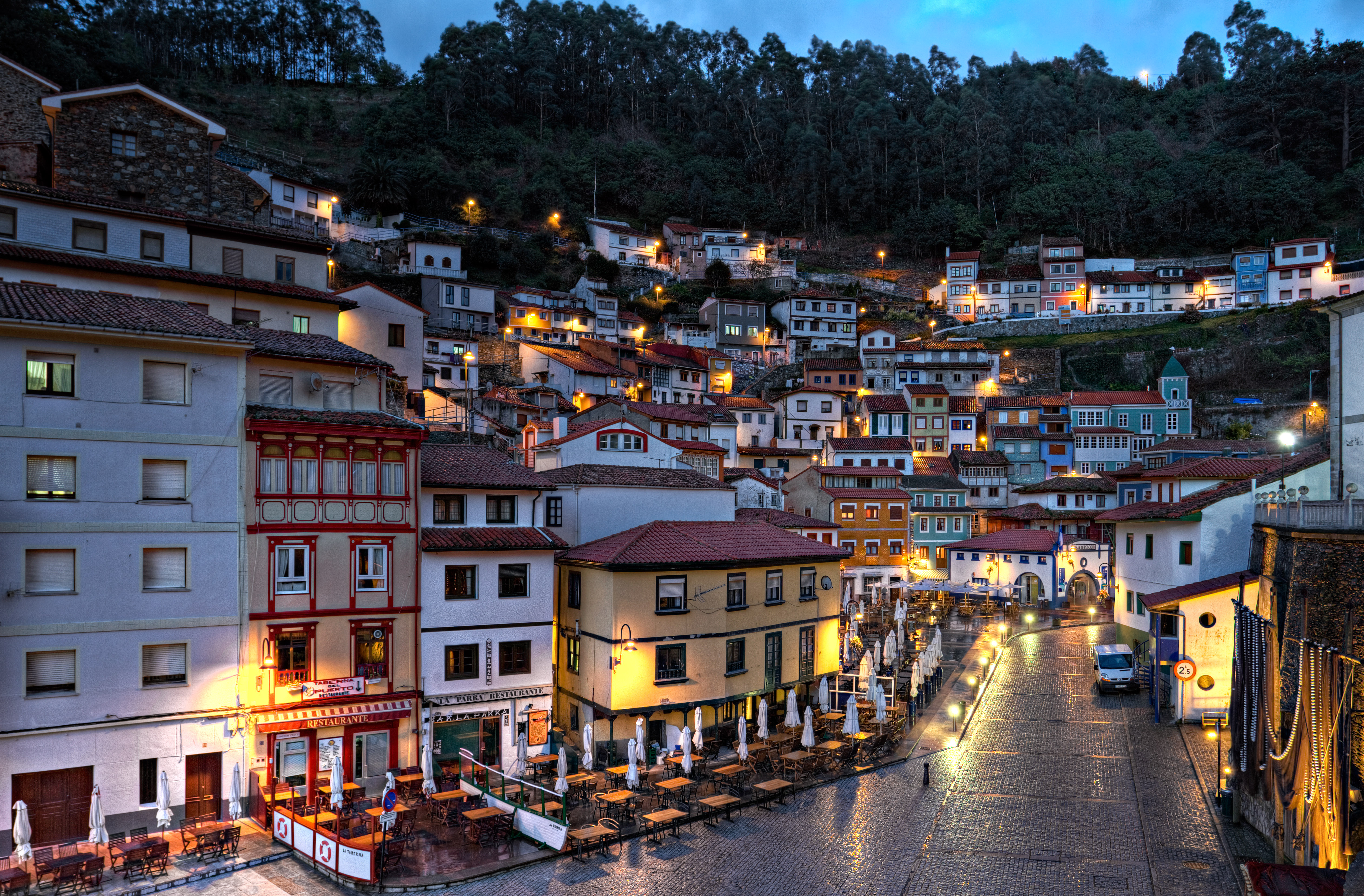
Cudillero, Asturias
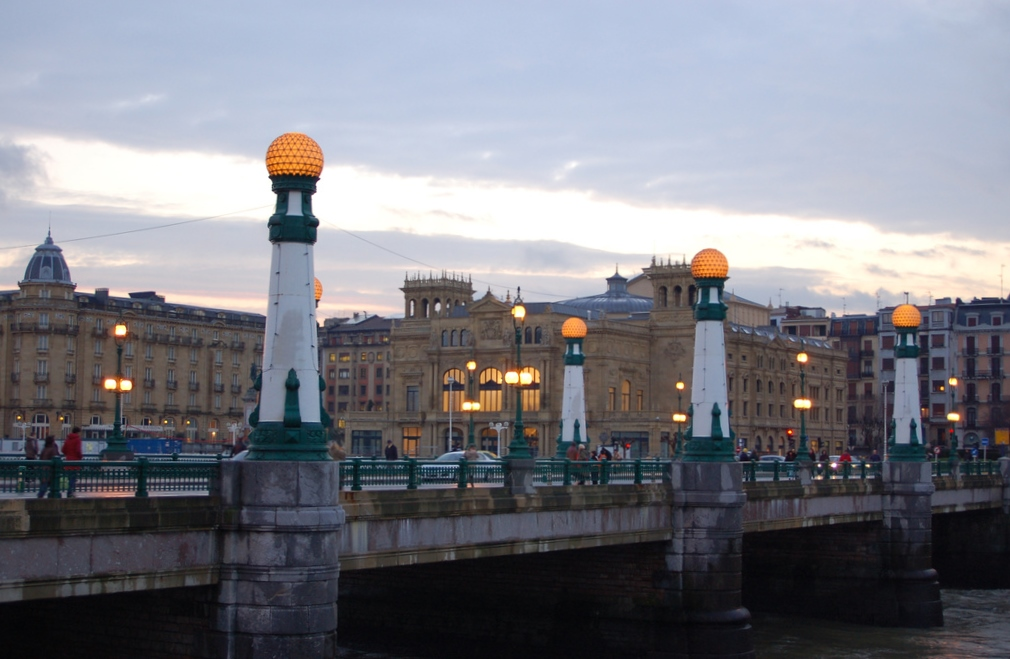
San Sebastián, País Vasco
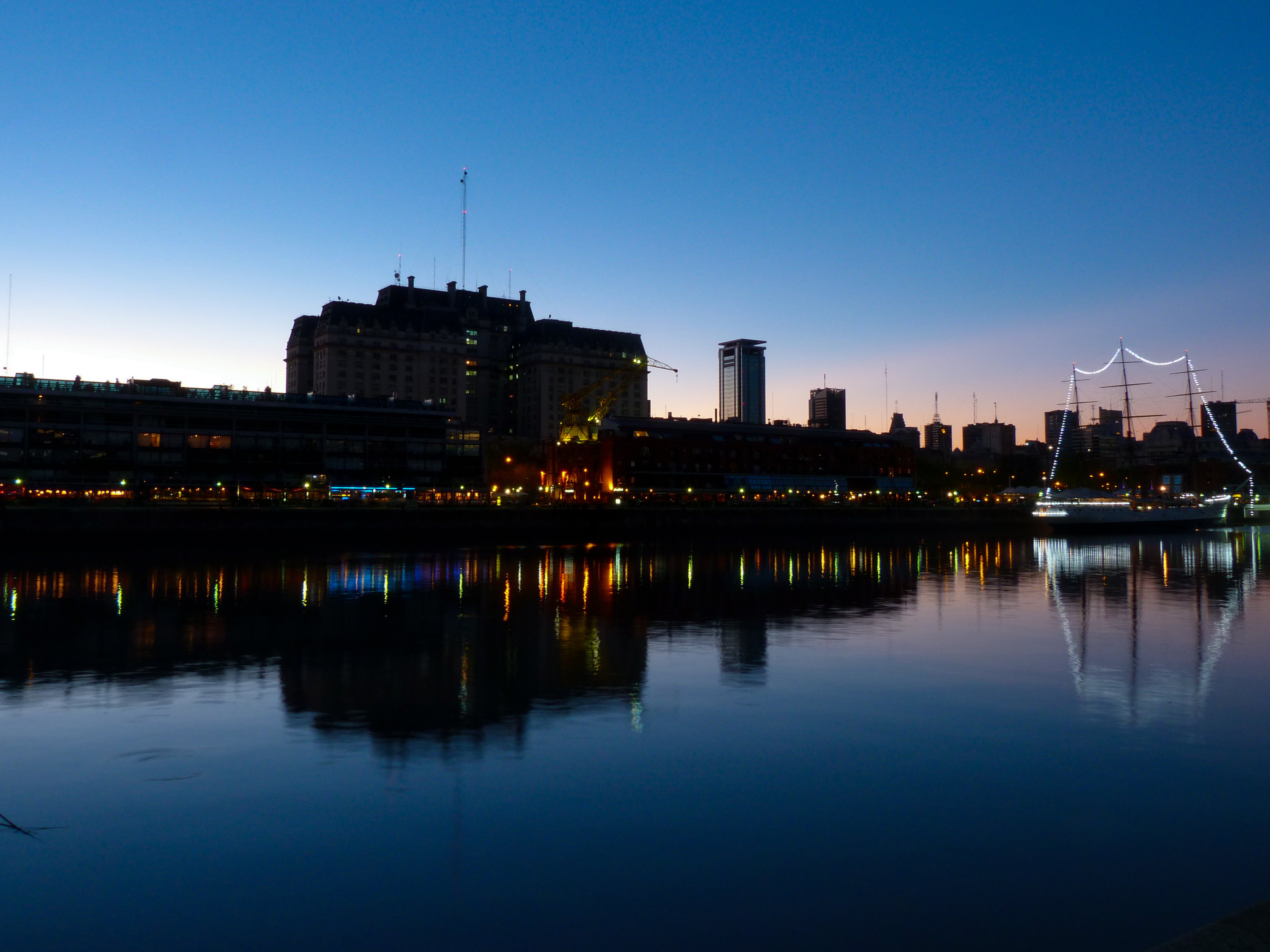
Puerto Madero, Buenos Aires